# Рибино
Рибино е село в Южна България. То се намира в община Крумовград, област Кърджали.

## География
Село Рибино се намира в планински район. Има няколко присъединени селища (махали): най-известно сред които заради едноименния рудник и археологическите находки е село Пчелояд.

## История
Според Стефан Захариев това е турско село, към средата на 19 век Рибино има 100 жители в 30 къщи, които са потомствени турци.

## Личности
- Тук на 01.03.1944 г. е роден бившият заместник-министър на външните работи Феим Чаушев от кабинета „Станишев“, станал известен още и като Петър Чаушев, участник в редица бордове на търговски дружества.